# Valentinskirche (Rohrbach am Gießhübel)

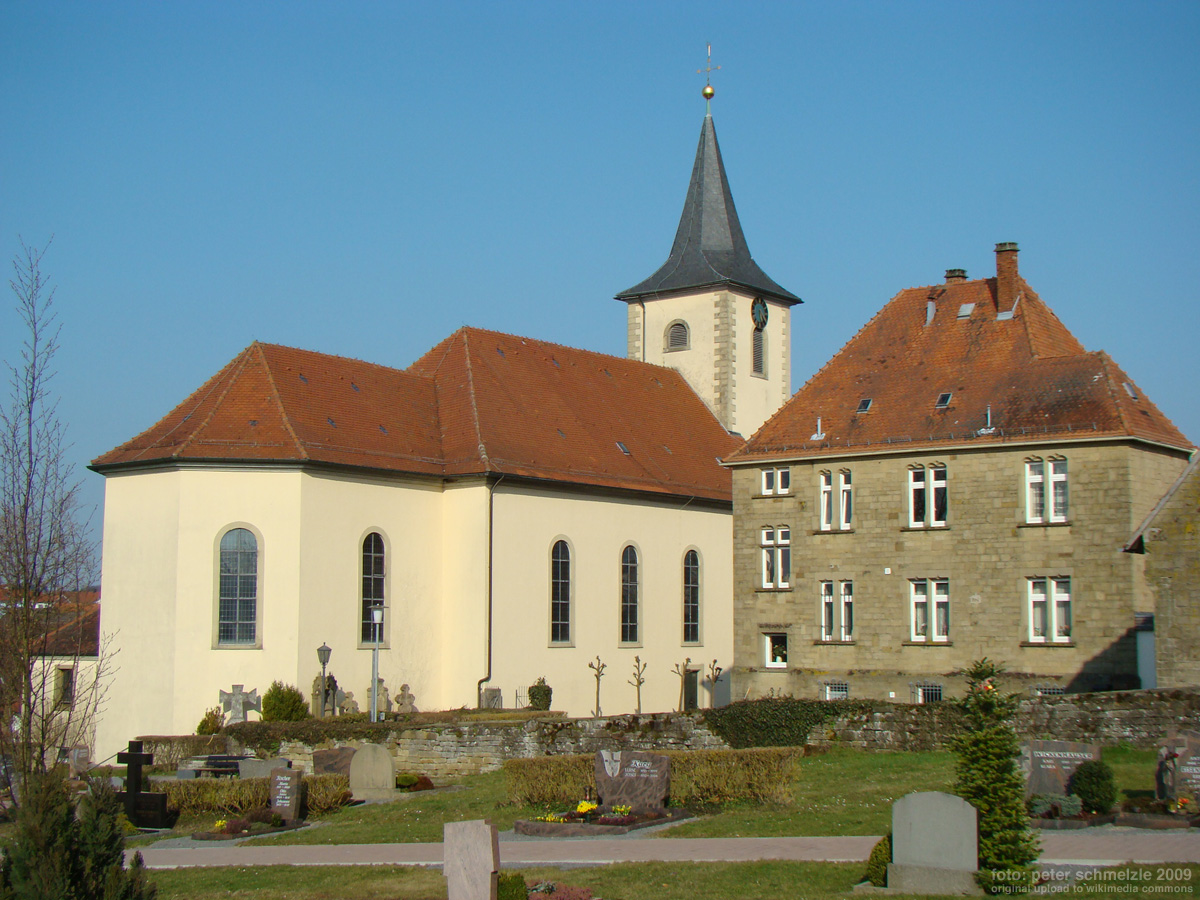
Valentinskirche in Rohrbach am Gießhübel

Die Valentinskirche in Rohrbach am Gießhübel, einem Stadtteil von Eppingen im Landkreis Heilbronn im nördlichen Baden-Württemberg, ist eine katholische Pfarrkirche, die auf die ursprüngliche Kirche des Ortes zurückgeht und 1789/90 neu erbaut wurde. Sie gehört zur Seelsorgeeinheit Eppingen im Dekanat Kraichgau der Erzdiözese Freiburg.

## Geschichte

### Vorgängerbauwerk
Eine Kirche mit umliegendem Friedhof bestand auf einer Anhöhe südlich des in einer feuchten Niederung gelegenen Ortes Rohrbach bereits im hohen Mittelalter. Man geht davon aus, dass die Kirche vom Kloster Sinsheim begründet wurde, das ursprünglich auch das Patronatsrecht besaß und im Besitz verschiedener Rechte blieb, auch nachdem der Besitz an Ort und Kirche 1395 an das Kloster Odenheim überging. Anlässlich dieses Besitzwechsels wurde die Kirche erstmals urkundlich erwähnt.
Bei der alten Kirche handelte es sich wohl um ein relativ kleines Bauwerk an der Stelle des heutigen Chorraums, mit Fundamenten aus Bruchsteinen und einem Aufbau aus Mauerwerk und Fachwerk, mit hölzernem Dachstuhl und einem hölzernen Dachreiter mit Glocken. Im Zuge der Reformation blieb das Stift Odenheim katholisch, während die Kurpfalz, an die die Rechte des Stifts Sinsheim nach dessen Aufhebung 1565 gefallen waren, reformatorisch gesinnt war, so dass es zum Streit um das Patronatsrecht und die Baupflicht an der Kirche kam, die 1574 durch kurpfälzische Abgesandte verwüstet wurde. Der fortwährende Streit führte dazu, dass nötige Erhaltungsmaßnahmen unterblieben und die Kirche in schlechten Zustand geriet. Weitere Schäden erlitt die Kirche im Dreißigjährigen Krieg, doch auch danach wurde sie nicht wieder instand gesetzt. 1657 stürzten der Dachstuhl und Teile des Deckengebälks ein. 1668 hat man die Kirche aus der Bürgerschaft notdürftig instand gesetzt. Da sich die Kurpfalz nicht an den Kosten beteiligte, verwehrte man dem reformierten Pastor künftig die Nutzung der Kirche, deren fortgesetzt ruinöser Zustand vielfach aktenkundig wurde. Im September 1777 ist die Kirche schließlich eingestürzt.

### Kirchengebäude von 1789

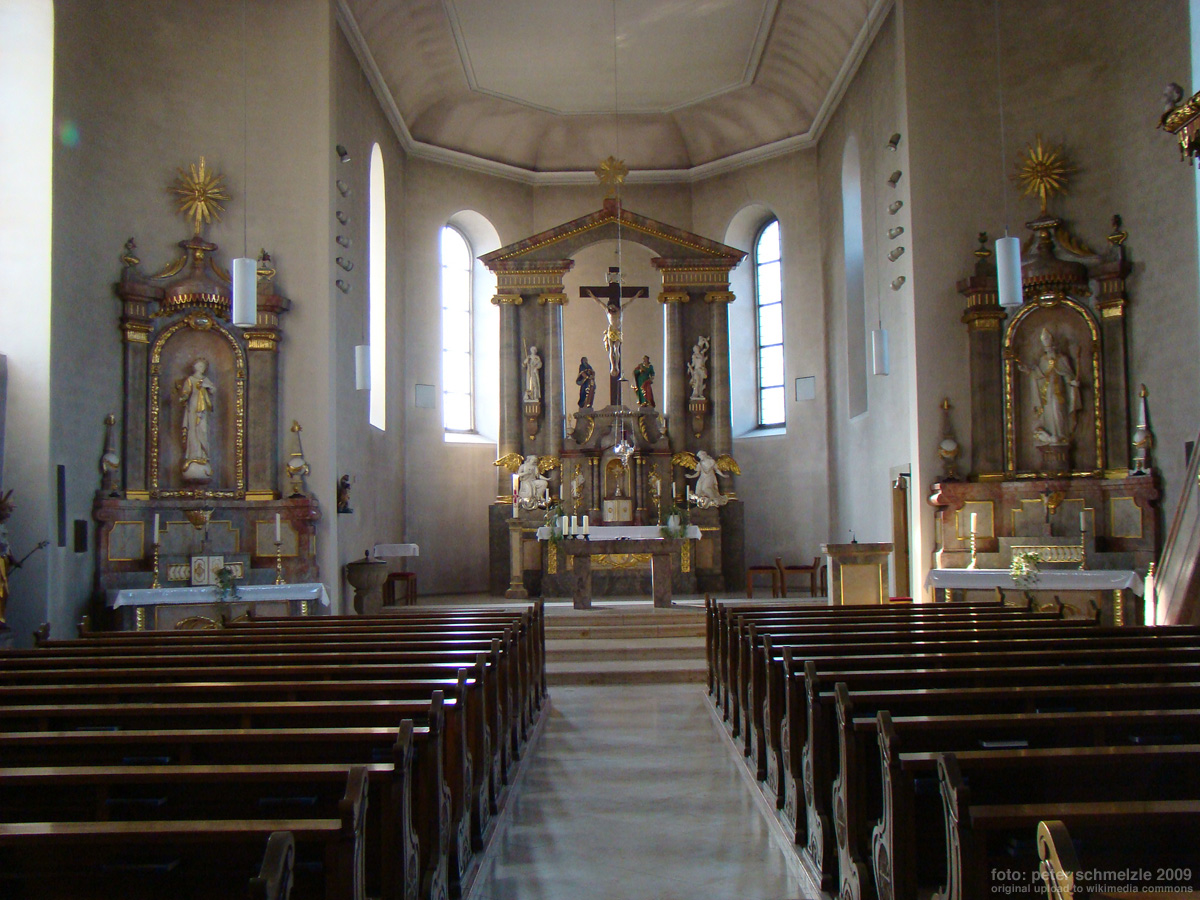
Blick zum Chor

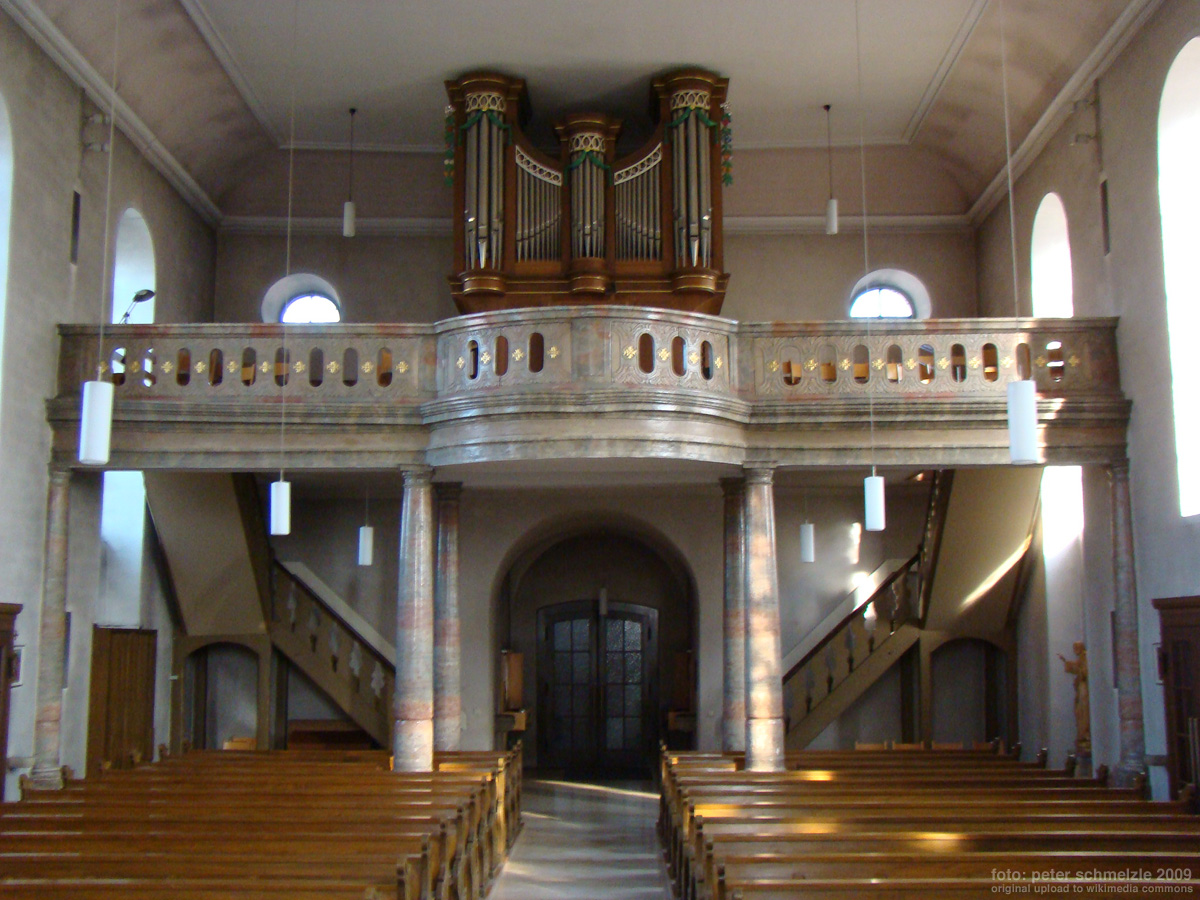
Blick zur Empore

Das Ritterstift Odenheim befürwortete einen raschen Kirchenneubau und behielt verschiedene Kurpfälzer Zehntanteile zur Finanzierung der Bauarbeiten ein. Da es weiterhin strittig war, bei wem die Baupflicht tatsächlich lag, rief man 1779 das Reichskammergericht in Wetzlar zur Klärung der Sachlage an. Noch während des laufenden Prozesses erreichte der bischöfliche Fiskus 1786 einen Kompromiss zwischen den beteiligten Parteien, der dem Ritterstift Odenheim einen Kirchenneubau mit den einbehaltenen Zehntanteilen genehmigte. Ein Bauinspektor Wahl erstellte erste Pläne für einen Neubau. Dieser war zunächst als schlichte einschiffige Saalkirche mit nach Westen angebautem Chor und daran abermals westlich angebauter Sakristei geplant. Der Ostgiebel und der Dachreiter sollten von der alten Kirche übernommen werden. Der Auftrag zur Ausführung der Bauarbeiten wurde 1788 an den Baumeister Jakob Messing aus Bruchsal vergeben.
Noch vor Beginn des Kirchenneubaus erwies sich jedoch der alte Ostgiebel als einsturzgefährdet, so dass man sich 1789 auch zum Neubau eines Turms als östlichen Abschluss der neuen Kirche entschloss. Die Planungen stammten abermals von Bauinspektor Wahl, der Bauauftrag für den Turm wurde an Werkmeister G. Lipps aus Eppingen vergeben.
Bis zur Bauausführung ergaben sich noch verschiedene kleinere planerische Änderungen. Die Sakristei würde nicht im Westen, sondern an der Nordseite angebaut werden, die Baufläche wurde insgesamt etwas nach Westen gerückt, wobei man lediglich die Nordflucht der alten Kirche beibehielt. Baubeginn war im Mai 1789, im Spätjahr 1790 war die Kirche provisorisch fertiggestellt. Zunächst gab es bis auf den alten Altar von 1720 aus der alten Kirche keine Innenausstattung, insbesondere fast kein Gestühl, so dass die Gläubigen größtenteils stehen mussten. 1793 wurde ein neuer Seitenaltar beschafft, danach ein weiterer und 1810 ein neuer Hauptaltar. Die Seitenaltäre wurden 1820 farblich gefasst. 1821 wurde die Kirche durch den Kunstmaler Saß aus Bruchsal ausgemalt. 1881 konnten endlich ausreichend Kirchenbänke beschafft werden, in den folgenden Jahren wurden noch ein Bodenbelag verlegt und einige Heiligenstatuen beschafft.
Schon bald nach der provisorischen Fertigstellung 1790 traten erste Baumängel auf. Das Turmdach und die Kirchenfenster wurden immer wieder durch Witterungseinflüsse beschädigt. Da es im frühen 19. Jahrhundert weiterhin Streit um die Baupflicht gab, verzögerten sich nötige Reparaturen oftmals über Jahre. Bereits ab 1876 war daher eine erste größere Renovierung des Gebäudes unerlässlich. 1897 wurden alle Fenster der Nordseite durch Hagelschlag zerstört, 1903 wurde die Kirche von dem Kunstmaler Hoch aus Dilsberg neu im barocken Stil ausgemalt.
Da die Kirche mit ihren 240 Sitzplätzen seit längerem für die einschließlich der umliegenden Orte rund 1050 Gläubige zählende Gemeinde zu klein gewesen war, beschloss man 1913 eine Erweiterung. Zwar wurden dafür noch Planungen erstellt, wegen der politischen Entwicklung (Ausbruch des Ersten Weltkriegs) wurde die Erweiterung jedoch nicht ausgeführt, auch standen in den Folgejahren keine Mittel mehr für Unterhaltskosten zur Verfügung. Nach der Ausbesserung des Turmdachs 1938 musste 1940 im Rahmen von Notarbeiten der vom Holzwurm zerfressene Speicherboden neu verlegt werden. Im Verlauf der 1940er Jahre gab man die Erweiterungspläne wegen sinkender Gemeindegröße vollends auf. Mit ein Grund dafür war, dass durch den starken Zuzug von überwiegend katholischen Vertriebenen aus den Ostgebieten die einstige Filialgemeinde in Sulzfeld zum eigenen Seelsorgebezirk erhoben worden war.
1947/48 fanden umfangreiche, aber notdürftige Reparaturen der verschiedenen Mängel an der Kirche statt. Dabei wurde auch die Ausmalung der Kirche übertüncht. Die Reparaturen hatten keinen langen Bestand, da man bei einer Bauschau von 1954 abermals umfangreiche Schäden am Dachstuhl feststellte, die 1958 behoben wurden. 1961 wurden bei einer neuerlichen Bauschau erhebliche Mängel an Mauerwerk und am Turm festgestellt, die wegen der Schwere der Mängel keinen Aufschub der Reparaturen erlaubten. Von 1968 bis 1970 wurde das Kircheninnere umfassend renoviert, wobei man auch neue Bänke beschafft hat. Eine weitere aufwändige Renovierung schloss sich in den Jahren 1981 bis 1985 an.

## Beschreibung

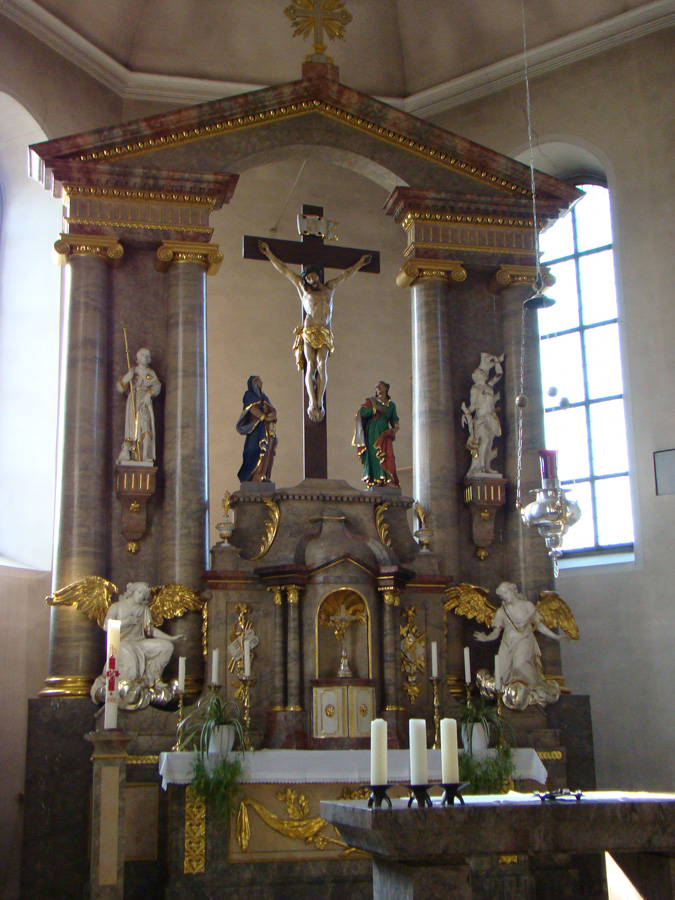
Hauptaltar

Die Valentinskirche ist eine einschiffige Saalkirche, deren Langhaus die Abmessungen 13,45 × 22,20 Meter hat und deren 8,50 × 11,00 Meter großer Chor nach Westen ausgerichtet ist. Im Osten weist die Kirche einen auf quadratischem Grundriss von 6,00 × 6,00 Metern erbauten, 29,10 Meter hohen Tum mit Pyramidenhelm auf. Der Zugang zur Kirche erfolgt durch das Turmuntergeschoss oder Seitenportale auf der Süd- und Nordseite. An der westlichen Giebelseite ist im Inneren eine Empore eingezogen, auf der sich die Orgel befindet. Das Bauwerk weist Stilmerkmale von Barock und Klassizismus auf.
Der 1810 angefertigte Hauptaltar im Chor zeigt als zentrales Motiv eine Kreuzigungsgruppe, die von weiteren Figuren umgeben ist. Der links des Chors aufgestellte Marienaltar und der rechts des Chors aufgestellte Valentinsaltar tragen jeweils Figuren der Heiligen. In einer Nische in der Nordwand ist außerdem eine Pietà aufgestellt. Seitlich des Chors an der Nordwand befindet sich eine barocke Kanzel mit schmuckvollem, puttenbekröntem Schalldeckel.

## Orgel
Die Orgel wurde 1815 von dem Heidelberger Orgelbauer Andreas Ubhauser erbaut und erhielt 1904 ein neues zweimanualiges Orgelwerk der Fabrik für Orgelbau H. Voit & Söhne aus Durlach. Die Zinnpfeifen der Orgel mussten 1917 kriegsbedingt abgeliefert werden, sie wurden 1927 durch Zinkpfeifen ersetzt. 1985 wurde das Instrument unter Beibehaltung des Ubhauser-Gehäuses und Resten des Voigt-Pfeifenwerks durch die Überlinger Orgelbauwerkstatt Mönch erneuert. Nach der Restaurierung verfügt die Orgel über 27 klingende Register mit 1620 Orgelpfeifen aus Zinn-Legierungen und Holz auf zwei Manualen und Pedal.

## Glocken
Der mittig in den Eingangsgiebel der Kirche gestellte massive Glockenturm enthält ein fünfstimmiges Glockengeläut aus Bronze, das 1950 von Friedrich Wilhelm Schilling in Heidelberg gegossen wurde. Die Glocken hängen nach einer Sanierung im Jahr 2015 an Holzjochen in einem hölzernen Glockenstuhl.
| Nr. | Name                  | Durchmesser | Gewicht | Schlagton | Inschrift |
| --- | --------------------- | ----------- | ------- | --------- | --- |
| 1   | Dreifaltigkeitsglocke | 1115 mm0    | 803 kg  | fis′-6    | DER HEILIGSTEN DREIFALTIGKEIT SEI PREIS UND DANK ZU JEDER ZEIT. GEGOSSEN IM HEILIGEN JAHR MCML VON F.W. SCHILLING IN HEIDELBERG FUER DIE PFARRGEMEINDE ROHRBACH A.G. UNTER PFARRER BERGER UND BUERGERMEISTER MACK |
| 2   | Valentinsglocke       | 930 mm      | 481 kg  | a′-5      | ALL SEUCH UND PLAGEN WOLLST VON UNS JAGEN, ST. VALENTIN |
| 3   | Marienglocke          | 825 mm      | 340 kg  | h′-5      | QUELLE ALLER FREUDEN + TROESTERIN IM LEIDEN. O MARIA |
| 4   | Josefsglocke          | 725 mm      | 231 kg  | cis″-4    | ST. JOSEF ALLE ZEITEN STEH HILFREICH UNS ZUR SEITEN. GESTIFTET VON FAMILIE CYRIAK EISENHUTH ZUM GEDAECHTNIS IHRER GEFALLENEN SOEHNE JOSEF UND OTTO                                                                |
| 5   | Annaglocke            | 602 mm      | 221 kg  | e″-5      | O MUTTER ANNA DEINEM SCHOSSE ENTSPROSS DIE REINSTE GNADENROSE. ZUR ERINNERUNG AN DIE EDLE STIFTERIN FRAEULEIN ANNA KUHMANN                                                                                        |

Der Turm ist auf allen vier Seiten mit Zifferblättern der Turmuhr bestückt. In das Schlagwerk der zugehörigen Turmuhr sind die Glocke 1 für den Stundenschlag und die Glocken 2, 3 und 4 für den Viertelstundenschlag einbezogen.

## Friedhof
Westlich an die Kirche schließt sich der Rohrbacher Friedhof an. Um die Kirche sind verschiedene historische Grabmale von Rohrbacher Pfarrern, ein 1922 gestiftetes Kriegerdenkmal für die Gefallenen des Ersten Weltkrieges, das später um die Namen der Gefallenen des Zweiten Weltkrieges ergänzt wurde, sowie das von Emil Wachter geschaffene Betonrelief-Grabmal für Anton Fränznick aufgestellt.

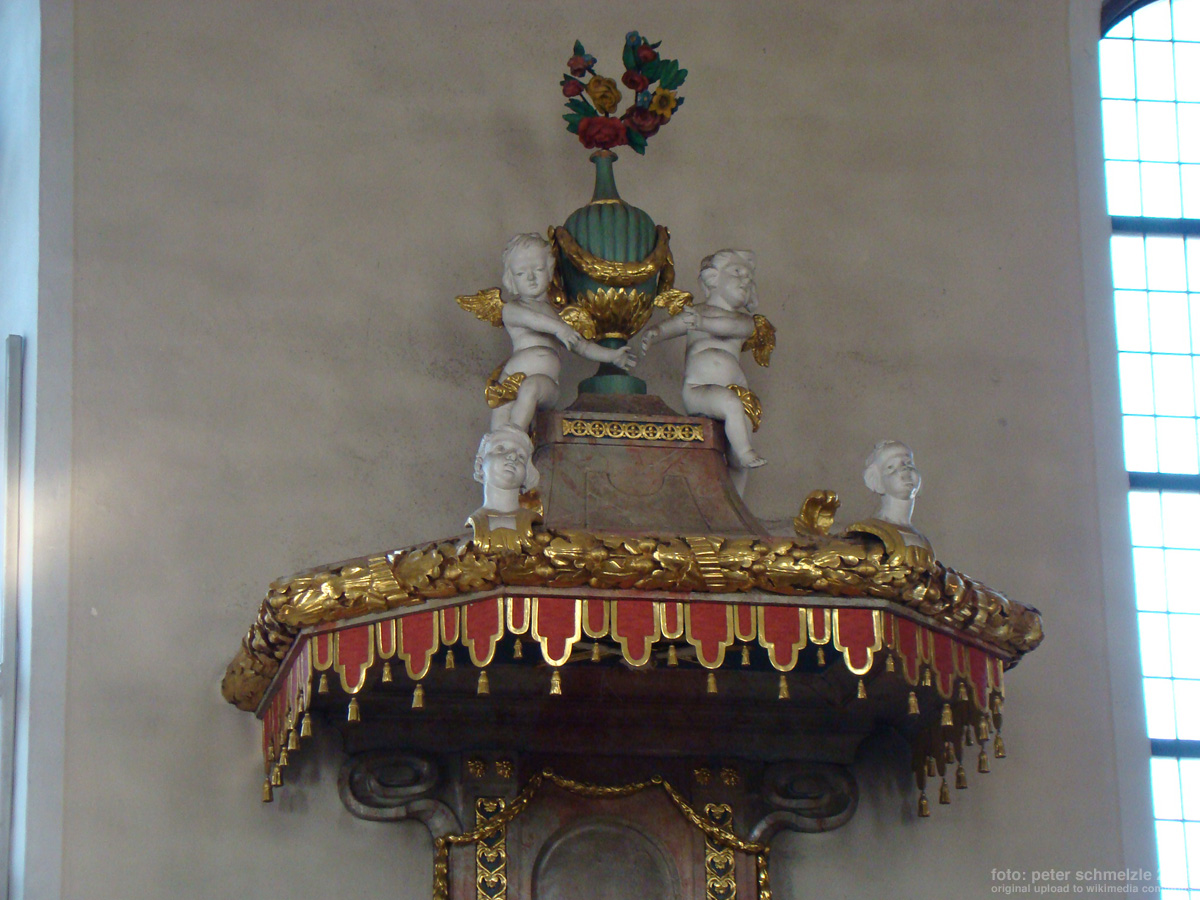
Schalldeckel der Kanzel
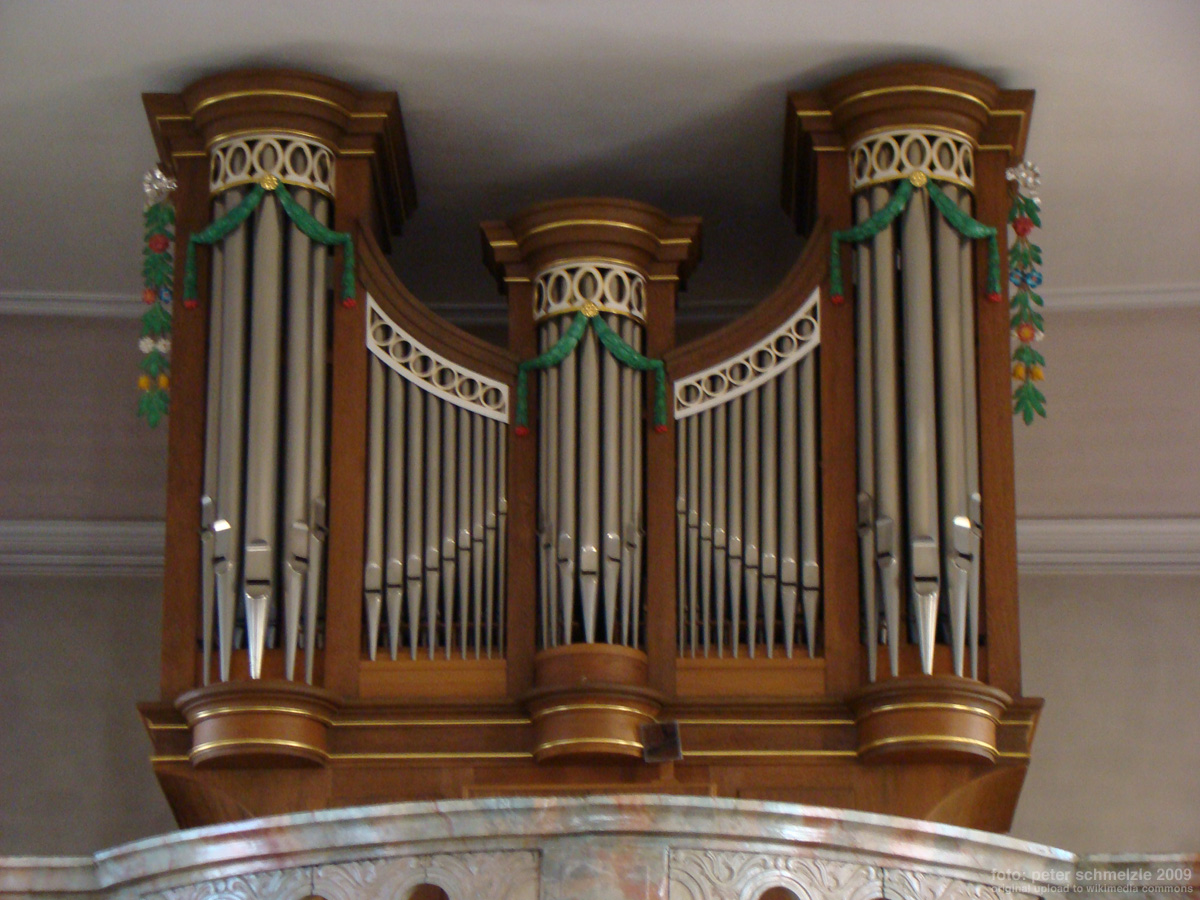
Orgel auf der Westempore
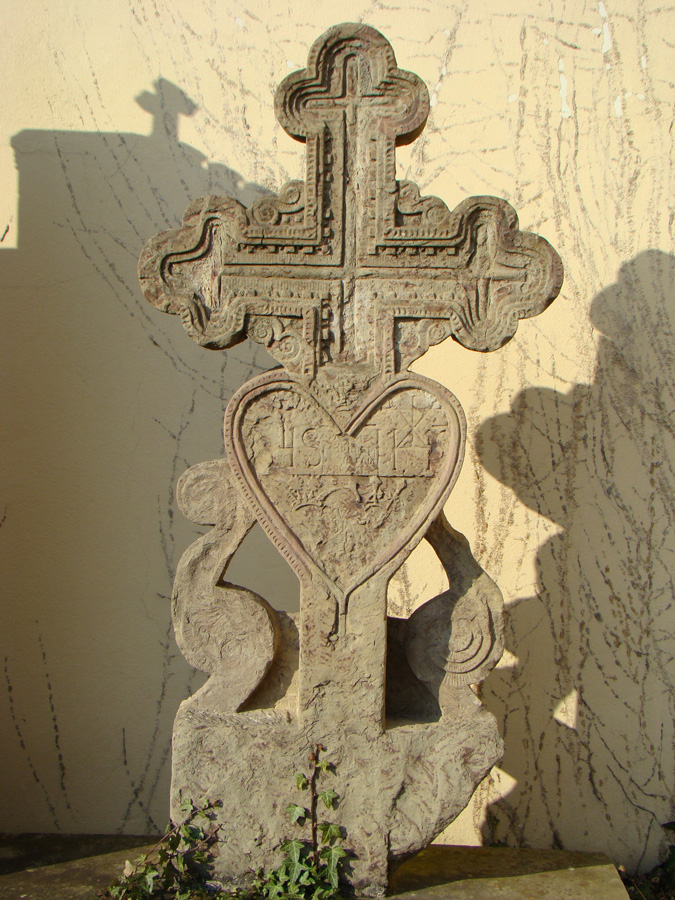
Historisches Grabmal an der Außenwand